# Polar-Klasse (1976)
Die Polar-Klasse ist eine Klasse von Eisbrechern der United States Coast Guard. Die beiden Schiffe der Klasse, die USCGC Polar Star (WAGB-10) und die USCGC Polar Sea (WAGB-11), wurden 1976 und 1977 von der Lockheed Shipbuilding and Construction Company fertiggestellt. Die Polar Star operiert vom Heimathafen Seattle aus im Pazifik, die Polar Sea wurde 2010 nach einem Maschinenschaden außer Dienst gestellt.

## Schiffstechnik

### Maschinenanlage und Antrieb
Die Schiffe der Polar-Klasse gelten als die leistungsfähigsten, nicht nuklear angetriebenen Eisbrecher der Welt (Stand 2014). Der Antrieb erfolgt dieselelektrisch über sechs Dieselmotoren des Typs ALCo 16V251F, deren Leistung nach einer Modernisierung im Jahr 2006 von je 2.250 kW auf 2.590 kW gesteigert werden konnte. Alternativ können die Schiffe bei hohem Leistungsbedarf über drei Pratt & Whitney-FT-4A12-Gasturbinen mit je 18.750 kW angetrieben werden.

## Einsatz
Die Schiffe können mit einer Geschwindigkeit von drei Knoten kontinuierlich bis zu 1,80 Meter dicke Eisflächen durchbrechen und in Teilstücken sogar Eis bis über sechs Meter Dicke verdrängen. Die Schiffe wurden vor Einführung der IACS-Polarklassen gebaut und lägen dort etwa im Bereich der Klassen PC2/PC3.

## Schiffe der Klasse
| USCGC Polar Star (WAGB-10) | 7367471 | 1976 |      |
| USCGC Polar Sea (WAGB-11)  | 7391252 | 1977 | 2010 |